# András Illyés
András József Illyés (n. 1639, Ciucsângeorgiu — d. 20 septembrie 1712, Trnava) a fost un cleric secui, doctor în filosofie, scriitor bisericesc și episcop romano-catolic al Transilvaniei.

## Viața

### Până la hirotonirea episcopală
András Illyés s-a născut la Ciucsângeorgiu în Ținutul Secuiesc în anul 1639 (în funcție de alte surse din 1637 sau 1642), ca fiul nobiului János Illyés și al Katalinei Kánya. Fratele său a fost episcopul István Illyés, episcop titular de Semendria.
András Illyés a urmat studiile primare probabil în satul natal, apoi cursurile de liceu la Cluj, Cașovia și Trnava.
În anul 1662 a fost primit ca student al Collegium Pazmanianum din Viena, devenind doctor în filosofie în anul 1663. La 1 noiembrie 1663 s-a dus la Collegium Germanicum et Hungaricum din Roma, unde și-a finalizat studiile teologice. În 1688, după terminarea studiilor, a fost hirotonit preot.
După hirotonire a fost numit paroh din Vásárút, unde a locuit până în 1676. La 24 aprilie 1676 a devenit canonic de Pojon (astăzi Bratislava) și ulterior (potrivit unor surse în jurul anului 1691) a devenit prepozit de Sibiu. 
În ianuarie 1677 a fost trimis drept canonic la parohia Jókai, pentru a reprezenta o autoritate mai mare în parohia redevenită protestantă. A rămas acolo doar până în aprilie 1678, deoarece nu dorea să rămână printre populația cu probleme. În cele din urmă s-a întors la capitlul (adunarea bisericească) din Pojon, al cărui membru a fost de aproximativ 20 de ani. 
În 22 aprilie 1694 a devenit și canonic la Esztergom.

### Episcop
Pe 19 ianuarie 1696 împăratul Leopold I l-a numit episcop al Diecezei Transilvaniei. Pe 3 martie 1697 a primit hirotonirea episcopală. 
Pe 13 mai 1697 a ajuns la Cluj, iar apoi la Alba Iulia pe 18 mai pentru a ocupa vechiul scaun episcopal, unde a săvârșit prima Sfânta Liturghie pe 19 mai.
Transilvania nu a mai avut episcop romano-catolic timp de aproape un secol. 
Cu toate acestea, el nu a rămas în Transilvania cât timp protestanții au început să se revolte împotriva lui și l-au chemat să părăsească Transilvania cu ajutorul guvernului transilvan, dar el a subliniat îndeplinirea îndatoririlor de episcop, spunând că ar trebui să asculte de Dumnezeu mai degrabă decât oamenii. Scaunul guvernamental transilvănean, cedat presiunii protestante, a folosit și un ton amenințător împotriva episcopului, care afectase deja catolicismul transilvănean, așa că episcopul András a considerat că este recomandabil să fugă din Cluj la secuii rămași catolici. La 9 octombrie 1697, îndeplinind chemarea cardinalului de la Esztergom, episcopul András a părăsit Transilvania și s-a întors la Trnava, unde în anul 1698 a reconstruit altarul Sfintei Treimi și în anul 1699 altarul bisericii Sf. Nicolae.
În anul 1703 a călătorit din nou în Transilvania și pe 23 mai a intrat solemn la Cluj. Apoi s-a mutat în noul sediu episcopal de la Vințu de Jos. În octombrie 1703 curuții au invadat Alba Iulia. Temându-se de forțele protestante, episcopul András și-a părăsit zona și s-a refugiat în locurile natale, la Ciucsângiorgiu, unde a rămas până la 2 august 1704. 
Pe 4 octombrie 1704 s-a întors la Trnava, unde a murit pe 20 septembrie 1712. În testament, el a donat o sumă mare pentru a ajuta studenții institutului teologic din Esztergom de a-și putea urma studiile, totodată le-a lăsat și casa și podgoriile din Pojon. De asemenea, a lăsat sume semnificative în beneficiul bisericii satului său natal.
A activat și în domeniul literaturii, el însuși a scris mai multe cărți bisericești, dintre care 22 au fost publicate.

## Memoria
- Corul bisericii romano-catolice din Ciucsângeorgiu îi poartă numele.
- O placă memorială în amintirea sa se află în interiorul bisericii din Ciucsângiorgiu, aproape de intrare, pe peretele lateral sudic al capelei Bálint-Bors.

## Scrieri

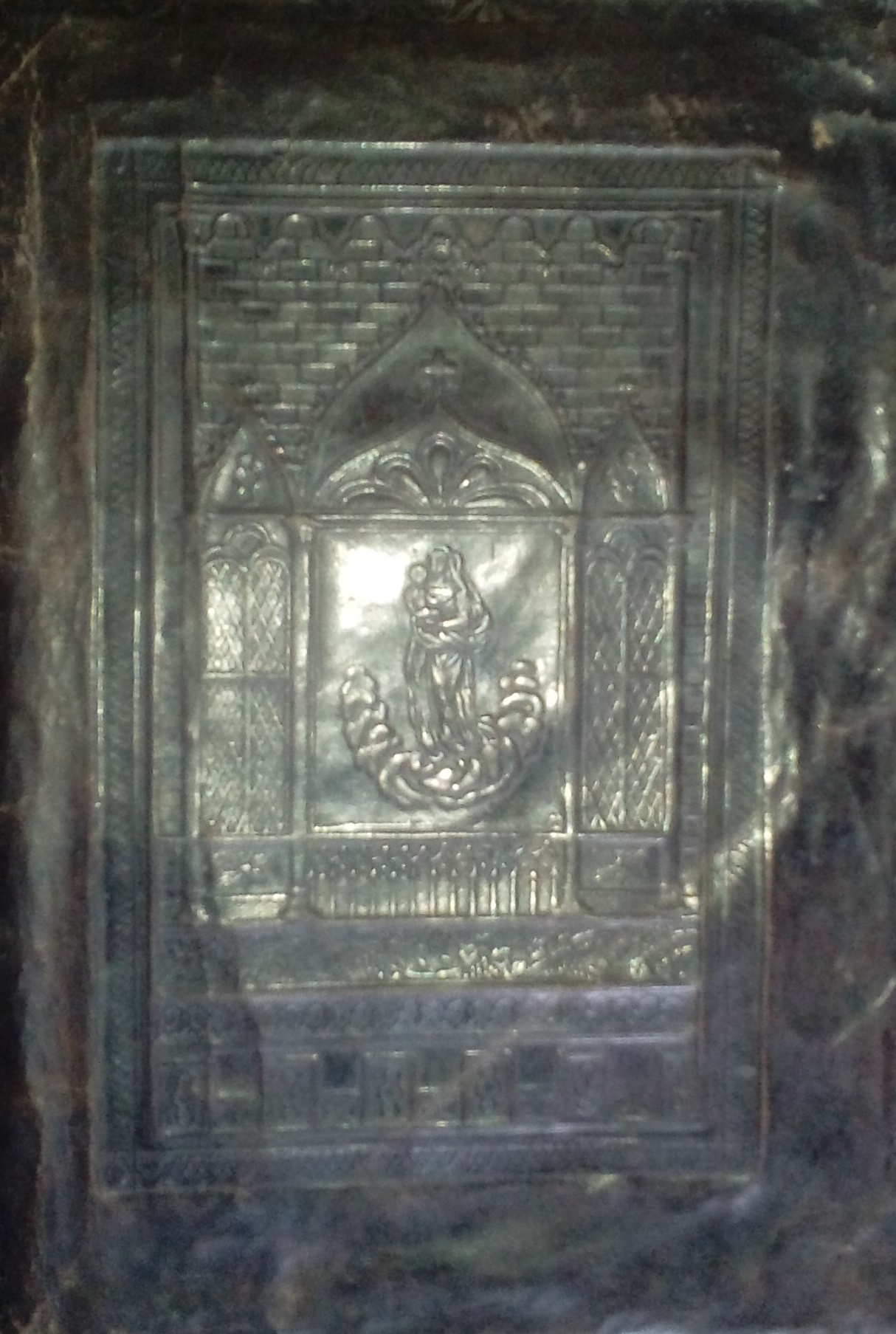
A keresztyeni eletnek peldaja vagy tüköre (ediția 1813, coperta exterioară)

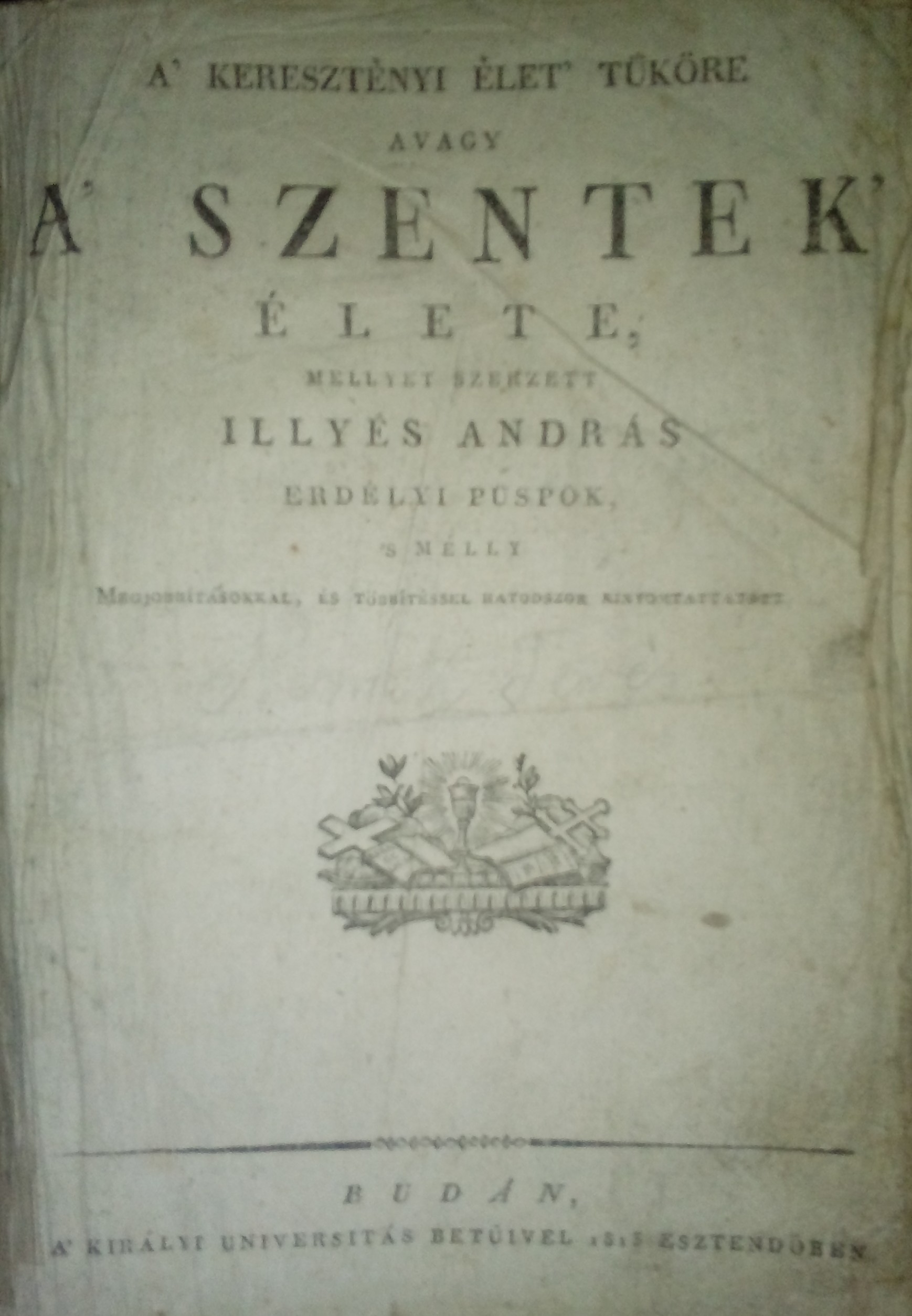
A keresztyeni eletnek peldaja vagy tüköre (ediția 1813, coperta aproape ilizibilă)

- A keresztyeni eletnek peldaja vagy tüköre, Az az: A szentek élete. Mely minden szorgalmatossággal, Nevezetes Autorok Irásaiban, kivált képpen Villegas Alfonsus irásaiban fel kerestetet, Sommában foglaltatot, és Olaszbol Magyarra fordittatot, s rendesen ött Részre osztatot. Első Resze Nagy-Szombat, 1682. (II. r. 1683., III. r. 1682., IV. r. 1682., V. r. 1682. U. ott. 2. kiadása 1705. I-III. r. és 1707. IV., V. r., 3. k. 1743., 4. k. 1771. U. ott. Újabb kiadása, jav. és bőv. 6. kiadás. Buda, 1813. Tótra fordította Vallasik János 1768. U. ott. Exemplum seu speculum vitae christianae, hoc est: vita Sanctorum cz. latin kiadása. Bécs, 1694. öt rész.) (Nagyszombat, 1682; Nagyszombat, 1683; Nagyszombat, 1743)
- A Keresztyeni Jossagos Cselekedeteknek es a tekelletessegeknek gyakorlatossága, Mely a Jesus Tarsasagabeli Tisztelendő Rodericus Alfonsus Spanyól Pap által Spanyólúl megirattatott; annak-utána külömb-féle nyelvekre; Mostan pedig Olaszból, és Deákból, szorgalmatosson meg-magyaráztatott … Első Resze. Nagyszombat, 1688. (Az előbeszéd kelte: Irtam Posonban 1682. II. r. Nagyszombat 1701. III. r. 1708. U. ott.)
- A Kristus Jesus Elete és tudománya az negy Evangelistak Irasibol egybe-szedetett es Elmelkedeseknek Materiajara egész esztendönek minden napjaira elosztatott…Avancinus Miklos Pap-altal. Es szorgalmatosson meg-magyaráztatott, és Keresztyén Nemzetének lelki vigasztalására, és épületére kibocsáttatott. Nagyszombat 1690. (2. kiadás 1690., ujabb kiadás 1759. U. ott.)
- Megrövidittetet Ige Az az: Predikatios Könyv, melyben hetven négy Prédikátiok foglaltatnak, mellyekben az Igaz Hit Fő Ágazatinak nagy titkai, a Szent Atyák által megmagyaráztatnak, és szép üdvösséges tanúságok adatnak. Mellyeket sok esztendök alatt elö nyelvel prédikállott, most pedig rendesen öszveszedvén, rövid summában foglalván, és meg irván ki bocsátott… első Részsze. U. ott, 1691. (II. és III. r. 1692. Bécsben. I. és II. r. U. ott, 1696. Verbum abreviatum .. cz. a fönebbi magyar beszédek fordítása III. Bécs, 1693., az I., II. r. U. ott, 1675.)
- Novae. Spirituales, ac morales duarum linguarum Cantiunculae. Quas Diversis Temporibus. varijs occurentibus occasionibus solerter composuit. Nunc porro in lucem edidit, ad laudem et gloriam Domini ei: et spiritualem consolationem. ac aedificationem Hominum Christianorum… (Bécs), 1696. (Csak a czímlap és a praefatio latin, a szöveg maga t. i. az énekek két nyelvűek, latinok és magyarok. 2. kiadása: Régi és uy Enekek, es isteni dicsiretek. Mellyeket írt, és Újonnan Kibocsátott cz. Nagyszombat, 1703. 3. k. ismét latin cz. Cantiones Spirituales, ac. Morales… 1710. U. ott.)
- Soliloquium divinum elegiacum. U. ott. 1697.
- Jora Intő Enekecskek Igassag ellen tusakodo gonosz emberek ellen, Igasság szerető Hiveknek vigasztalására. Nagyszombat, 1702.
- Brevis Norma Vitam Sapienter Instítuendi. Seu Breviarium Selectissimorum Carminum, Optima Eruditione Refertorum: Quae Ex diversorum Authorum Scriptis excerpsit: ex proprijs quoq, multis in locis addidit: & in Quinque Partes, & Sexaginta quatuor Capita distribuens in lucem edidit. U. ott, 1703. (Első kiadás Bécs 1696., II. és III. rész 1697., 3. kiadás Nagyszombat 1708., a 4. kiadás magyarul is: e cz.
- Rövid forma Embernek életét bölcsen Rendelni, Avagy Jo Tudomannyal Tellyes Verseknek Sommaja. Mely Verseket külömbkülömb Könyveket szerző bölcs embereknek Irásibol kiszedegetett: es azoknak közibe tulajdon verseiből is sokakat illendőképpen béférkeztetett: és öt Részekre osztván, háromszor Deákul kibocsátott. Most pedig negyedikszer jól megmagyarázván, s Hatodik részszelis megjobbitván világosságra hozott Magyarul is. U. ott, 1709., 5. k. U. ott, 1710.)
- Imádságos Könyv. U. ott, 1709.
- Recta vitae, morumque hominum Institutio, Id est Selectissimi versus catonis Magni quos in septem Capita distribuens, & Secunda hac editione, multo meliorem in ordinem redigens; vicissim curavit remprimi: puro Ungarico quoque idiomate perlucide declarans … Emberek eletenek, és erkölcsinek Igaz Rendelese, az az: Nagy Catonak válogatott bölcs Versei; Mellyeket Hét Fejekre el-osztván, és ez Második ki-bocsátásban sokkal job rendbe hozván, viszontag kinyomtattatott, tiszta Magyar nyelvel is világossan megfejtvén. U. ott, 1710. (Az előljáró beszéd kelte: Irtam Nagy-Szombatban … 1710. eszt. Az én megvénhedet életemnek pedig 73-dik esztendejében. Első latin kiadása Bécsben 1696-ban jelent meg.)
- Praetiosa Margarita. Id est: Vita Sanctae Margaritae Ungariae Virginis, Magna cum diligentia, ex proprio ejusdem Officio, & celebrium Authorum scriptis, jam pridem impressis, concinnata, in lucemque edita: Quatuor Sermonibus, quorum, duo continent Vitam ejus: alij autem duo Miracula, in Vita, atq. post mortem ejus patrata. Nagyszombat, 1707. (3. k. 1708., 4. k. 1710. U. ott.)
- Némelly solemnitásokra készitett Prédikácziók. U. ott, 1710.
- Divina Vitae morumq. Hominum Fidelium Institutio, & Doctrina Sapientissima. Id est. Selectissimae Sententiae Divinae, quas diversis temporibus, ex Sacra Scriptura solerter excerpsit. Et anta annos tredecim in Decem Capita ordinate distribuens in lucem edidit: nunc vero cum melioratione Ungarico quoque donavit idiomate. U. ott, 1710. (Első kiadása csak latinul. Viennae, 1696.)